# Zsolnay család
A Zsolnay család elsősorban a porcelánjáról híres pécsi gyár által vált ismertté.

## A Zsolnay család családfája
Zsolnay Vilmos gyermekei az úgynevezett örökösök, a harmadik generáció tagjai. Hárman voltak: Teréz, Júlia, Miklós. Mindhárman a gyárhoz kötötték életüket. Júlia és Teréz tervezőművészek voltak, Miklós pedig kereskedő, már nagyon fiatalon, 16 évesen apja mellett a gyár kereskedelmi vonalát irányította.
A negyedik generáció már a kettős Zsolnay nevet viseli: a Mattyasovszkyak és a Sikorskiak. Teréz és Júlia férjeiről kapták a nevüket. Teréz férje volt Mattyasovszky Jakab, geológus, Júlia férje pedig Sikorski Tádé, építészmérnök. Általuk a család két ágra oszlott. Az ő gyermekeik és unokáik a jelenlegi Zsolnay örökösök.
Zsolnay Miklós 1911-ben maga mellé vette nővéreinek fiait: Mattyasovszky Tibort és Zsoltot, később Júlia fiát Sikorski Miklóst.
A negyedik generáció tagjai szinte a gyárban nevelkedtek, együtt nőttek, fejlődtek a gyárral. A negyedik generáció a házastársakkal már 15 főből áll. Szüleik őket is nagy kulturális befektetéssel nevelték. A művészetekben a legtehetségesebb ebben a generációban Mattyasovszky Zsolnay László festő, Teréz fia. Teréz lánya, Tery fotóművész lett. Júlia leszármazottai közül Miklós kitűnően rajzolt, Júlia tehetséges akvarelleket készített, Lívia pedig ismert szobrász lett. Márta pedig a család másik ágából való Mattyasovszky Lászlóhoz ment férjhez, és sikeres gyárigazgató lett.
1919-ben került a gyár vezetése a negyedik generáció tagjaihoz. Zsolnay Miklós halála után Mattyasovszky Tibor vette át az irányítást, a műszaki vezető Zsolt lett, László a művészeti vezető, Sikorski Miklós pedig a kerámia osztály vezetője lett. Az első világháború, a gazdasági válság miatt a gyár már nem volt olyan, mint virágkorában.

## A család nevesebb tagjai

### Zsolnay Teréz
(1854. május 21. – 1944. május 16.)

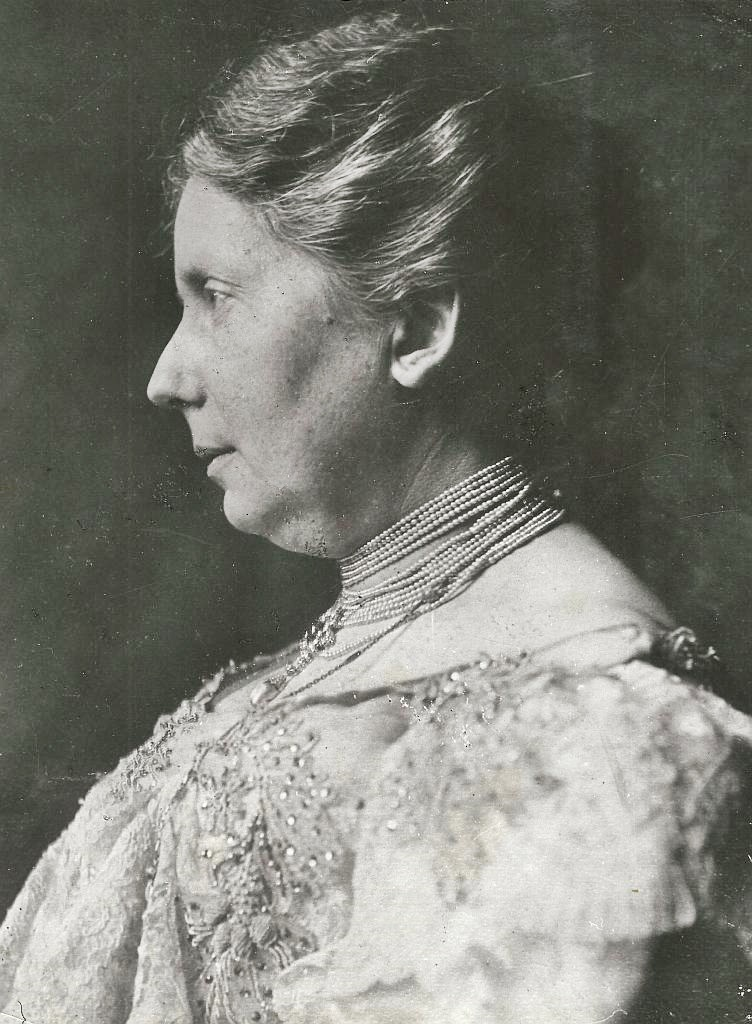
Zsolnay Teréz

Teréz egy gyári alkalmazottól tanult mintázni és vésni. Ezután kezdett népművészeti emlékeket gyűjteni, melyből 10 000 darabból álló páratlan gyűjtemény jött össze. Teréz a díszítésben a népi, magyaros motívumokat képviselte. Férjét, alsómátyásfalvi Mattyasovszky Jakabot (1846-1925) egy bálon ismerte meg, aki geológusként az egész ország területén kutatásokat végzett, s ezzel nagy segítségére volt apósának, Zsolnay Vilmosnak a legtökéletesebb agyagfajták megtalálásában. Életét teljesen a családnak szentelte, ő volt a ház asszonya. Maga puritán polgári életvitelt folytatott, de gyerekei kitaníttatására, nevelésére nem sajnálta a pénzt. 70 éves korában kezdte el megírni a gyár történetét, melyet 90 éves koráig írt (csaknem 2500 oldalas anyaggá alakult). A könyvet, melyet lánya, Mattyasovszky Margit fejezett be, "édes gyermekeinek" címezte.

### Zsolnay Júlia
(1856. február 15. – 1950. április 2.)
Júlia igazi művész volt, nem mindig mozgott a realitások talaján. Hozzá kötődik a perzsa, az indiai és a lótuszmotívum is. Férje a lengyel származású kopaszynai Sikorski Tádé (1851-1940), híres bécsi építész. 1883-ban, mint művészeti vezető kapcsolódott be a gyár életébe. A vezetés mellett tervezőművészként is alkotott. Mint képzett építész nagy szerepe volt a gyár épületdíszítő burkolatainak fejlesztésében, ő tervezte a Zsolnay-mauzóleumot is.
Júlia nem volt hagyománytisztelő és puritán. Neki sikerült először függetlenítenie magát a gyártól. Ugyan a családi házban éltek, de már nem a gyárnak dolgozott, hanem festőművész lett. Gyermekei születése után is a festésnek élt, még késő öregkorában is festett. 93 évesen halt meg, miután az államosítással mindenétől megfosztva Miklós fia lakásában élt. Képeit nem tudták megtartani, szétszóródtak a világban.

### Zsolnay Miklós

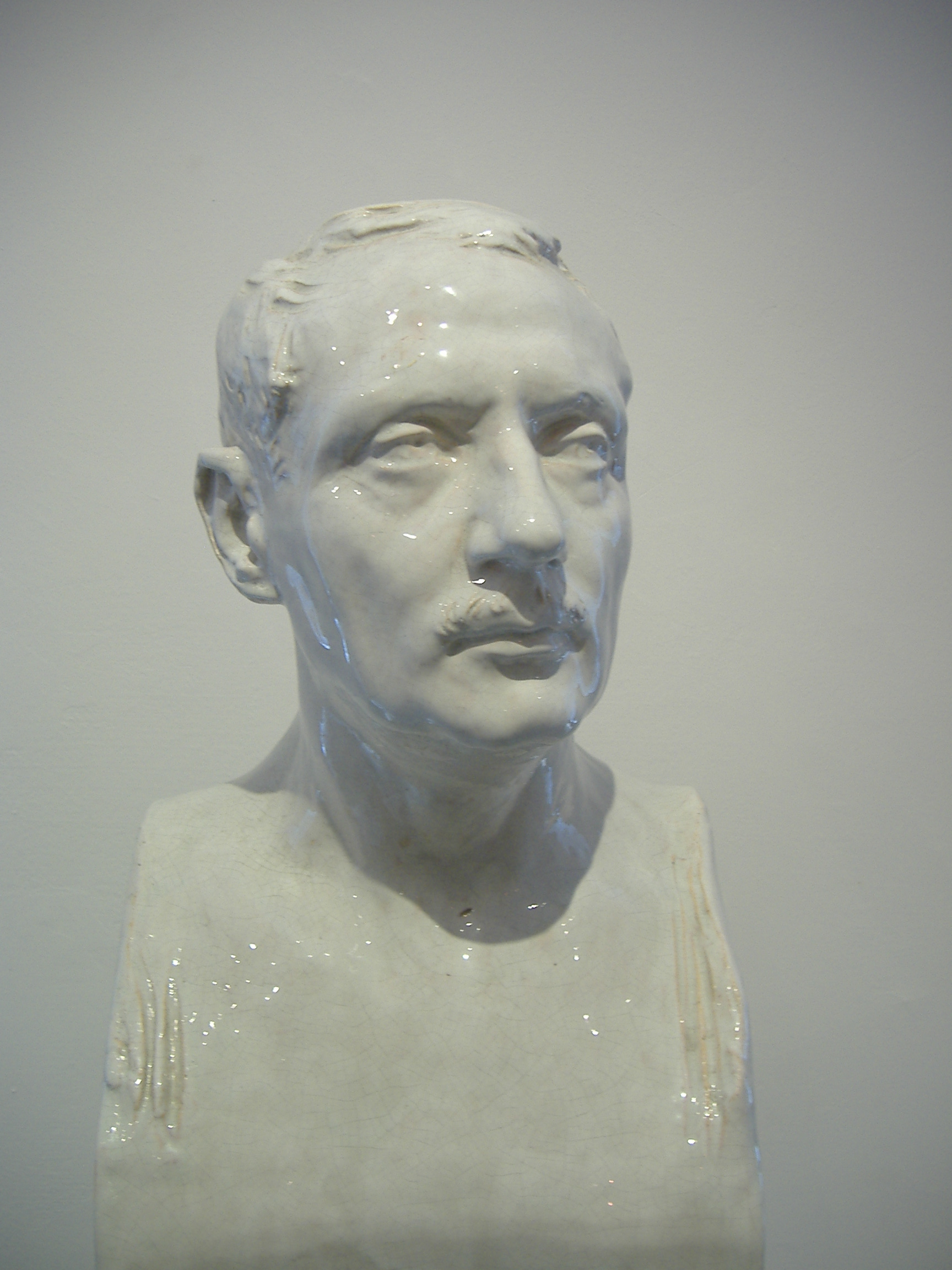
Zsolnay Miklós porcelánszobra a pécsi Zsolnay Múzeumban

(1857. október 30. – 1922. február 25.)
Miklós a bécsi Technische Hochschule kereskedelmi tagozatára járt, ahonnan 16 évesen került vissza Pécsre. Ettől kezdve az ő élete is eggyé vált a gyárral. Először apja oldalán dolgozott, majd már fiatalon megállta a helyét a gyár kereskedelmi vezetőjeként. Emellett vidám úri életet folytatott. Egy színésznőt vett feleségül, mely a családot meglehetősen megbotránkoztatta.
Miklós irányítása idején a piacok áthelyeződtek a Monarchia határain kívülre. 1897-től kapott önálló cégvezetői jogkört. De ő már elsősorban vállalkozó, a gyártással már nem foglalkozott. A gyárbeli élete mellett sok közéleti szereplést is vállalt. Közel 100 közéleti cím tulajdonosa volt. 1910-ben adoptálta nővérei gyermekeit, ezzel a család neve tovább él, innen kapták a negyedik generáció tagjai a dupla nevüket, melyet csak hivatalos pecsétjükön használnak. Betegségben halt meg, vérbajban, s az abból következő elmebajban. Az ő életével lezárult a gyár fénykora.